# Tadeusz Karakiewicz
Tadeusz Karakiewicz (ur. 3 stycznia 1896 w Dzikowie, zm. 1940 w Katyniu) – kapitan broni pancernych Wojska Polskiego, ofiara zbrodni katyńskiej.

## Życiorys
Urodził się w rodzinie Klemensa i Salomei z Nowakowskich. W 1906 rozpoczął naukę w I Gimnazjum w Rzeszowie . W 1910 przeniósł się do gimnazjum w Jaśle, gdzie w 1916 złożył maturę . Był członkiem Związku Strzeleckiego.
W sierpniu 1914 został przyjęty do Legionów Polskich i przydzielony do 2. kompanii I baonu 1 pułku piechoty. 15 października tego roku 1914 został zwolniony z Legionów z powodu choroby. W kwietniu 1915 został wcielony do c. i k. Armii i przydzielony do pułku piechoty Nr 57. W maju tego roku został zwolniony ze służby, a w grudniu powołany ponownie do c. k. Obrony Krajowej i przydzielony do 32 pułku piechoty. W lutym 1916 znów został zwolniony. W kwietniu 1917 po raz trzeci został powołany do czynnej służby w pułku strzelców Nr 32. W 1918 ukończył Szkołę Oficerską w Opawie . 
Uczestnik wojny polsko-bolszewickiej, w 1919 r. bronił Lwowa na froncie ukraińskim. Od 10 sierpnia 1920 walczył w szeregach 205 ochotniczego pułku piechoty .
Od 26 czerwca 1922 do marca 1923 odbył przeszkolenie w Szkole Podchorążych Wojsk Samochodowych w Warszawie i otrzymał przydział do 8 Dywizjonu Samochodowego w Bydgoszczy . Na stopień kapitana został mianowany ze starszeństwem z 19 marca 1937 i 7. lokatą w korpusie oficerów broni pancernych. Pełnił służbę w 8 batalionie pancernym w Bydgoszczy. W marcu 1939 przebywał na kursie.
W czasie kampanii wrześniowej był dowódcą szwadronu techniczno-gospodarczego 81 dywizjonu pancernego. Więzień obozu w Kozielsku, zamordowany w Katyniu.
5 października 2007 minister obrony narodowej Aleksander Szczygło mianował go pośmiertnie na stopień majora. Awans został ogłoszony 9 listopada 2007, w Warszawie, w trakcie uroczystości „Katyń Pamiętamy – Uczcijmy Pamięć Bohaterów”.
Tadeusz Karakiewicz był żonaty z Leokadią z Miszczaków. Dzieci nie miał.

## Ordery i odznaczenia
- Krzyż Walecznych[9][6]
- Medal Niepodległości[6]
- Srebrny Krzyż Zasługi[6]